# Aba Novak Vilmos
Aba Novak Vilmos (15 martie 1894 - 29 septembrie 1941) a fost un pictor și un grafician ungur la a cărui formare a contribuit mult Școala de la Baia Mare. Compoziții în frescă, tempera și gravuri pe teme religioase (,,Sfântul Francisc predicând păsărilor) și laice (,,Oraș vechi din Sicilia). Între 1912 - 1914 urmează studiile Academiei de Artă din Budapesta, la clasa lui Olgyai Viktor. În vara anului 1913 este angajat la Colonia de pictură din Szolnok, alături de Fenyes Adolf. Între 1914 - 1918 ia parte la luptele din Primul Război Mondial. Lucrează la colonia de la Baia Mare între 1921 - 1923 și la expozițiile școlii (între 1921 – 1924). Bursier al statului maghiar la Roma între anii 1928 – 1930. 
A pictat fresce pentru biserici romano-catolice din Szeged (1932), Jaszszentandras (1933). A fost profesor la un colegiu din Budapesta (1939).
1. 1 2  Vilmos Aba-Novák, SNAC, accesat în 9 octombrie 2017
2. 1 2  Vilmos Aba Novak, Encyclopædia Britannica Online, accesat în 9 octombrie 2017
3. 1 2  Vilmos Aba-Novák, Aba-Novák, Vilmos[*]
4. ↑  Vilmos Aba-Novák, Allgemeines Künstlerlexikon Online
5. 1 2  Vilmos Aba-Novak, Find a Grave, accesat în 9 octombrie 2017
6. 1 2 3  Oxford Art Online, accesat în 14 martie 2015